# Pinus rzedowskii

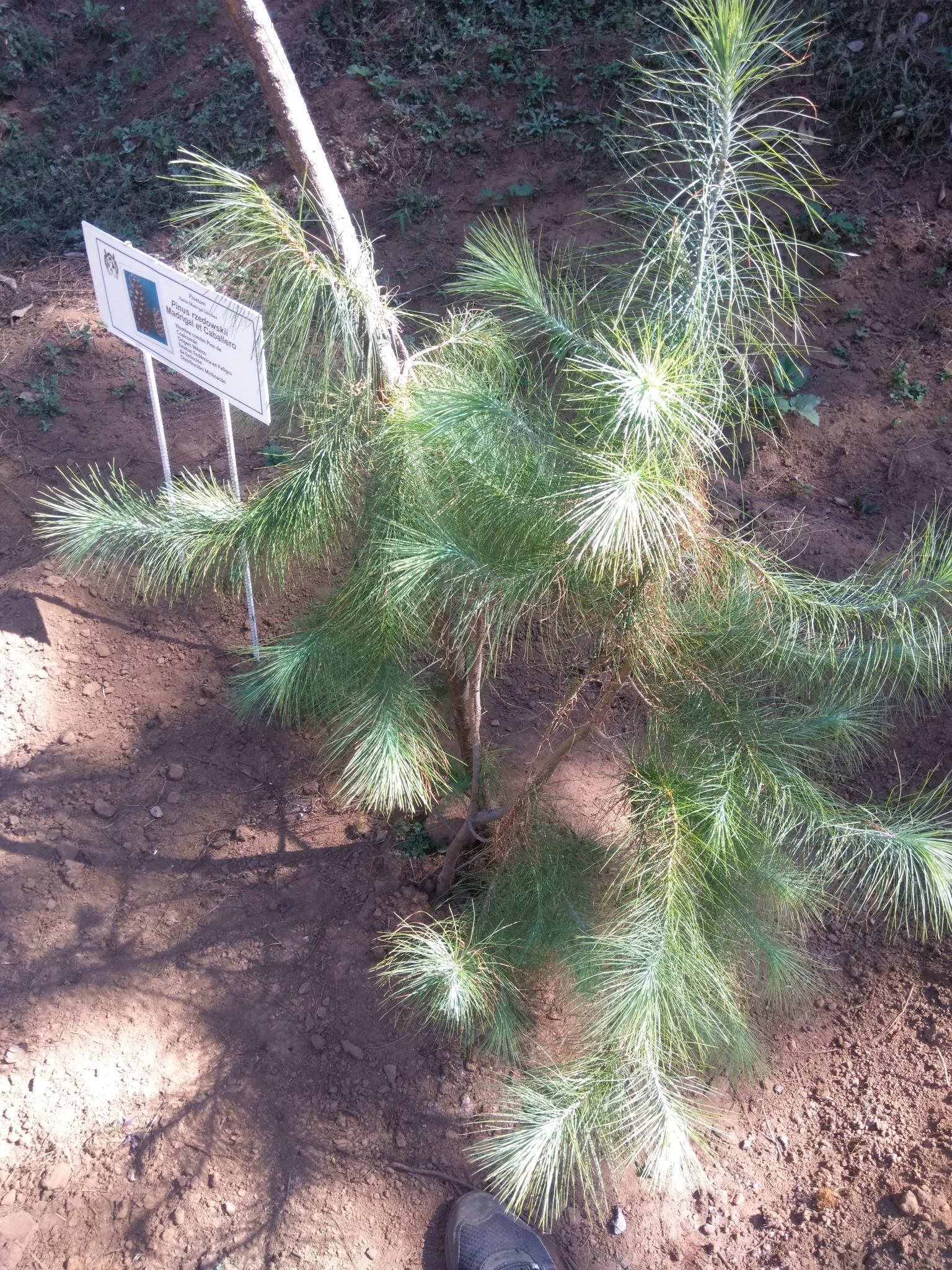
Pinus rzedowskii

Pinus rzedowskii  ist eine Pflanzenart aus der Gattung der Kiefern (Pinus) innerhalb der Familie der Kieferngewächse (Pinaceae). Dieser Endemit kommt nur im Distrikt Coalcoman im westlichen Teil des mexikanischen Bundesstaates Michoacán. Sie wird in der Roten Liste der IUCN als „gefährdet“ eingestuft und die Bestände beschränken sich auf etwa 6000 Exemplare, davon sind etwa 1000 voll ausgewachsen.

## Beschreibung

### Erscheinungsbild
Pinus rzedowskii wächst als immergrüner, mittelgroßer Baum und erreicht je nach Standort Wuchshöhen von 15 bis 30 Metern. Der aufrechte und häufig gebogene oder verdrehte Stamm erreicht Brusthöhendurchmesser von 30 bis 60 Zentimetern. Die Stammborke ist dunkelbraun und unter Witterungseinfluss grau, nahe der Basis großer Bäume 5 bis 6 Zentimeter dick, rau, schuppig und bildet abblätternde Platten, die durch tiefe Risse getrennt sind. Die Äste sind ausgebreitet oder aufsteigend und ebenfalls häufig verdreht. Die Baumkrone junger Bäume ist pyramidenförmig, bei älteren Bäumen offen und unregelmäßig. Junge Triebe sind grau, glatt, dünn und kahl.

### Knospen und Nadeln
Die Schuppenblätter sind etwa 5 Millimeter lang und fallen bald ab. Die vegetativen Knospen sind eiförmig-länglich und nicht harzig. Endständige Knospen sind 8 bis 10 Millimeter lang mit Durchmessern von 4 bis 5 Millimetern, seitständige Knospen sind beinahe gleich lang.
Die Nadeln wachsen manchmal zu dritt, meist zu viert oder zu fünft in anfangs 7 bis 9 Millimeter langen Nadelscheiden, die sich bald einrollen und an der Basis des Nadelbündels eine Rosette bilden und noch vor den Nadeln abfallen. Die Nadeln sind gerade oder leicht gebogen, weich aber nicht hängend, 6 bis 10 Zentimeter lang und 0,6 bis 0,8 Millimeter breit, mit unregelmäßig gesägtem Rand und spitzem bis zugespitztem Ende. Die Nadeln sind gelblich grün bis graugrün und auf den adaxialen Seiten leicht glauk. Nur auf den beiden adaxialen Seiten gibt es Spaltöffnungen. Je Nadel werden vier bis fünf Harzkanäle gebildet. Die Nadeln bleiben zwei bis drei Jahre am Baum.

### Zapfen und Samen
Die Pollenzapfen bilden sich an verlängerten, jungen Trieben und wachsen ährenartig über eine Länge von 5 bis 7 Zentimetern, wobei sie Basis und Spitze des Triebes freilassen. Die Zapfen sind klein, etwa 5 Millimeter lang und 3 Millimeter breit, anfangs purpurfarben und später braun.
Die Samenzapfen wachsen einzeln oder in Wirteln von zwei bis vier an 15 bis 30 Millimeter langen Stielen, die mit dem Zapfen abfallen. Ausgewachsene Zapfen sind geschlossen eiförmig bis eiförmig-konisch, geöffnet eiförmig, meist symmetrisch und an der Basis abgeflacht, 10 bis 15 Zentimeter lang bei Durchmessern von 6 bis 8,5 Zentimetern. Die 50 bis 70 oder mehr Samenschuppen sind dünn holzig, steif und länglich. Die Apophyse ist ausgereift ockerfarben bis hellbraun, hervorstehend, quer gekielt, im Umriss rhombisch bis fünfeckig und weniger breit als die Samenschuppen. Der Umbo liegt dorsal. Er ist rhombisch-pyramidenförmig, quer gekielt, stumpf oder mit einem kleinen Stachel bewehrt. Die Zapfen reifen innerhalb zweier Jahre.
Die braunen Samen sind, meist etwa 8 (6 bis 10) Millimeter lang und selten ab 4, meist 5 bis 6 Millimeter breit. Die Samenflügel sind braun mit dunkleren Streifen, 20 bis 30 manchmal bis 35 Millimeter lang und 8 bis 13 Millimeter breit.

## Verbreitung und Ökologie
Pinus rzedowskii ist ein Endemit im Distrikt Coalcoman im westlichen Teil des mexikanischen Bundesstaates Michoacán. Pinus rzedowskii gedeiht nur in der Sierra Madre del Sur. Eine größere Population befindet sich nahe dem Dorf Dos Aguas in einer Ebene, die lokal als Puerto del Pinabete (von spanisch pinabete „Fichte“) bezeichnet wird. Dort besteht der Untergrund teilweise aus Kalkfelsen und teilweise aus anderen Materialien. Die Bäume erreichen eine Wuchshöhe von bis zu 30 Metern. Zwei kleinere Populationen bestehend aus wenigen Baumxemplaren unterschiedlichen Alters gibt es etwa 40 Kilometer östlich am Cerro de Chiqueritas und am Cerro Ocotoso. Dort wachsen sie auf steilen Schuttkegeln aus Kalkfelsen nahe den Gipfeln kleinerer Berge. Diese Exemplare bleiben klein und erreichen nur Wuchshöhen unter 15 Metern. In den 1990er-Jahren wurden noch etwa 10 weitere Standorte mit ebenfalls nur wenigen Exemplaren entdeckt, wodurch das Verbreitungsgebiet jedoch nicht deutlich ausgeweitet wurde (Status 1999).
Pinus rzedowskii wächst in Höhenlagen von 2100 bis 2400 Metern. Die jährliche Niederschlagsmenge liegt bei etwa 1500 Millimetern, die zu einem großen Teil zwischen Juni und Oktober fällt. Das Klima ist warm-gemäßigt, mit Minimaltemperaturen von etwa −5 °Celsius im Dezember und Maximaltemperaturen von bis zu 30 °Celsius im April. Das Verbreitungsgebiet wird damit der Winterhärtezone 9 zugerechnet mit mittleren jährlichen Minimaltemperaturen von −6,6 bis −1,2 °Celsius (20 bis 30 °Fahrenheit). Brände sind in dieser Umgebung häufig.
Die Schuttkegel werden von Wäldern umgeben, in denen andere Kiefernarten vorkommen, beispielsweise Pinus pseudostrobus, Pinus herrerae und Pinus oocarpa. Diese Arten dringen jedoch nicht bis auf die Schuttkegel vor, dort wachsen neben Pinus rzedowskii verschiedene Eichenarten (Quercus) und Sträucher wie Clusia salvinii. Agaven (Agave) und krautige Pflanzen bilden das Unterholz.

## Gefährdung und Schutz
In der Roten Liste der IUCN wird Pinus rzedowskii als „gefährdet“ (= „Vulnerable“) eingestuft. Sowohl das Verbreitungsgebiet („extent of occurrence“) als auch die Flächen mit Beständen („area of occupancy“) sind sehr klein, die Gesamtzahl der Baumexemplare wird auf 6000 bis 6500 geschätzt, die Zahl ausgewachsener Exemplare auf etwa 1000. Doch gibt es kein Anzeichen eines Rückgangs der Bestände und auch ausreichend junge Exemplare. Die Bestände sind auch nicht vom Abholzen bedroht, einerseits aufgrund des abgelegenen Verbreitungsgebiets, andererseits auch aufgrund der für die Verwertung ungünstigen Wuchsform. Doch könnten einzelne Populationen sehr leicht durch Brände zerstört werden. Um diese Gefahr zu verringern wurde ein Beobachtungsposten eingerichtet, der auch die Vermehrung der Bestände überwacht.

## Systematik
Die Erstbeschreibung von Pinus rzedowskii erfolgte 1969 durch Xavier Madrigal-Sanchez und Miguel Caballero Deloya in Boletin Tecnico - Instituto Nacional de Investigaciones Forestales. Volume 26, Seite 1, f. 1–8. Das Artepitheton rzedowskii erinnert an den in Polen geborenen, mexikanischen Botaniker Jerzy Rzedowsky, der die mexikanische Flora studierte und Pinus maximartinezii erstbeschrieb.
Die Art Pinus rzedowskii gehört zur Untersektion Cembroides aus der Sektion Parrya in der Untergattung Strobus innerhalb der Gattung Pinus. Pinus rzedowskii unterscheidet sich durch mehrere Merkmale von den anderen Kiefer-Arten der Untersektion Cembroides. So sind die Samenflügel voll ausgebildet, der Umbo der Samenzapfen ist manchmal mit einem Stachel bewehrt und die Nadeln sind häufig zu fünft in Nadelbündel zusammengefasst. Es wurde daher überlegt, die Art in die Subsektion Balfouriane zu stellen oder einer eigenen Subsektion zuzuordnen. Alternativ dazu wurde auch vorgeschlagen, die langzapfigen Arten der Subsektion Cembroides in die Subsektion Gerardianae zu stellen, der sonst ausschließlich asiatischen Arten zugeordnet sind. Genetische Untersuchungen bestätigen jedoch die Einordnung in die Untersektion Cembroides, in der Pinus rzedowskii jedoch vergleichsweise ursprüngliche Merkmale zeigt. Die nächsten Verwandten dieser Untersektion befinden sich in der Untersektion Balfouriane, die Ähnlichkeit mit Vertretern der Subsektion Gerardianae lassen sich daher auf konvergente Entwicklung zurückführen.

## Verwendung
Über eine Nutzung von Pinus rzedowskii ist nichts bekannt. Pinus rzedowskii wird nur in wenigen botanischen Gärten und Privatsammlungen kultiviert.